# 詹恩
詹恩（1474年—？），字荩臣，贵州贵阳卫人，明朝政治人物、同進士出身。

## 生平
雲貴鄉試第十六名舉人。弘治十二年（1499年）中式己未科會試第一百十名，三甲三十五名進士。官大理寺副。

## 家族
曾祖詹源；祖詹英，教谕；父詹木，義官。母越氏。重庆下。弟詹惠。